# Konjsko (Vojnik, Slovenija)
Konjsko je naselje u slovenskoj Općini Vojniku. Konjsko se nalazi u pokrajini Štajerskoj i statističkoj regiji Savinjskoj. 

## Stanovništvo
Prema popisu stanovništva iz 2002. godine naselje je imalo 73 stanovnika.